# リヒャルト・ゲルストル
リヒャルト・ゲルストル（Richard Gerstl, 1883年9月14日 - 1908年11月4日）は、オーストリアの画家。
精神の内面を表出した表現主義的作品で知られるが、生前は全く評価されなかった。作曲家アルノルト・シェーンベルクの妻と不倫関係に陥り、そのことがもとで自殺に至った。

## 生涯
父エミール・ゲルストルは、ユダヤ人の裕福な商人で、母マリア・プファイファーは、非ユダヤ人の女性であった。ウィーンのPiaristengymnasium校に通ったが、不品行が理由で退学を余儀なくされ、両親は家庭教師を付けた。
早くから、父の希望には反して、画家を志した。1898年、15歳の時、ウィーン美術アカデミーへの入学を許され、頑固で気難しいことで知られるクリスティアン・グリーペンケールに師事した。
ゲルストルは、ウィーン分離派のスタイルに飽きたらず、独自の絵画を模索したが、周囲からは受け入れられなかった。1900年と1901年の夏、バヤ・マレのシモン・ホローシの指導を受けた。1903年にウィーン美術アカデミーの教授になったハインリヒ・レフラーの自由な画風に触発されて、教育を受けなおそうとした。しかし、オーストリア皇帝フランツ・ヨーゼフ1世を称える式典に参加することを拒んだことも問題となって、退学を余儀なくされた。
1904年から1905年にかけて、ゲルストルは、アカデミーで知り合った友人ヴィクトール・ハンマーとアトリエを共有していた。1906年には、ゲルストルは自身のアトリエを構えた。

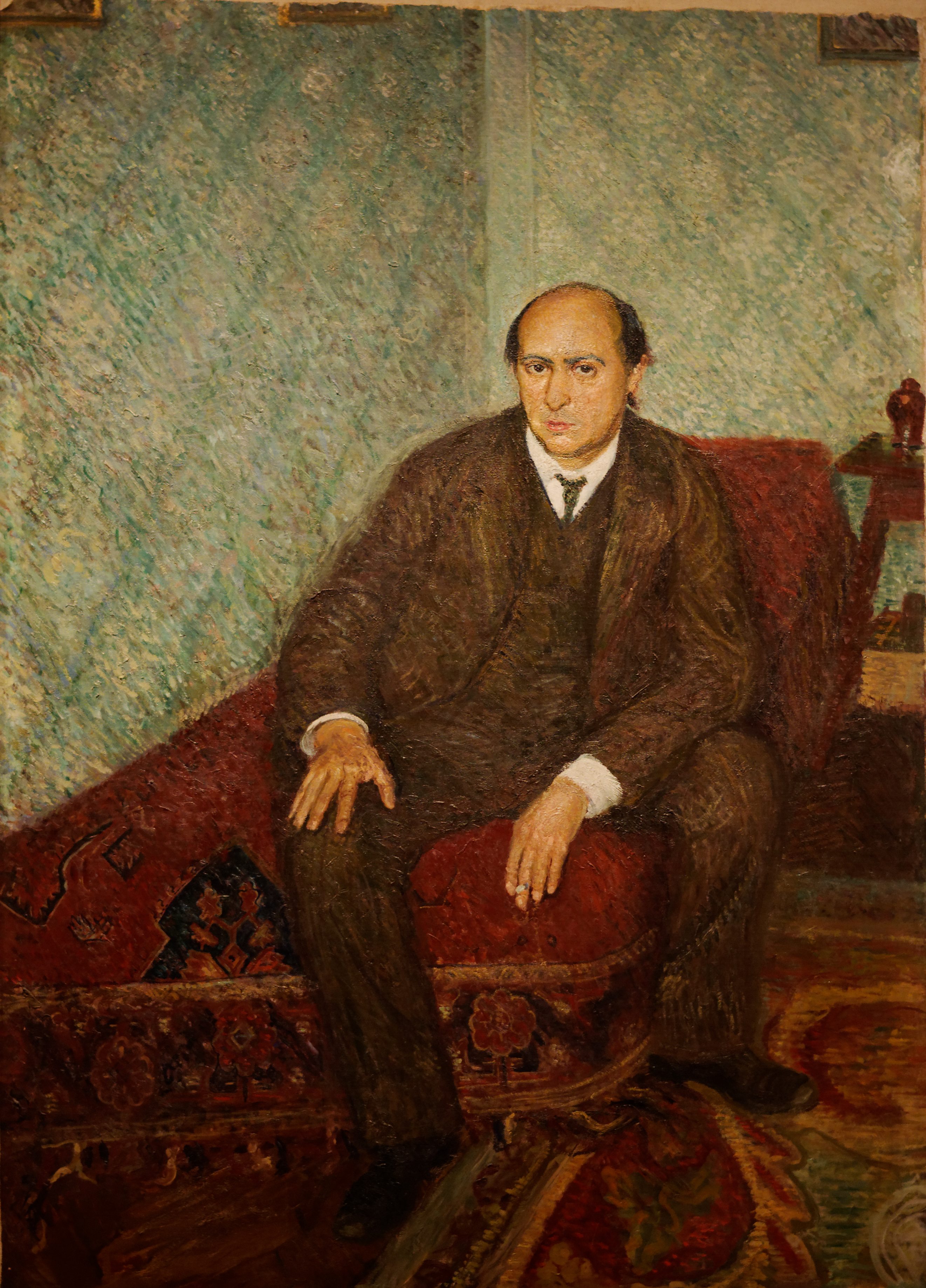
ゲルストルの描いたアルノルト・シェーンベルクの肖像。

ゲルストルは、音楽への関心が高く、ウィーンで頻繁にコンサートに通っていた。1907年頃、同じ建物に住んでいた、作曲家のアルノルト・シェーンベルク、アレクサンダー・フォン・ツェムリンスキーと知り合った。ゲルストルとシェーンベルクは、互いに才能を認め合い、親しくなった。ゲルストルは、シェーンベルクやその妻マティルデのほか、ツェムリンスキー、アルバン・ベルクの肖像画を描いたりもした。その作品は、ドイツ表現主義を予告するものであった。ゲルストルとマティルデは、次第に親密になり、1908年の夏、マティルデは、夫と子を置いて、ゲルストルとともに出奔した。当時、シェーンベルクは、妻に捧げる弦楽四重奏曲第2番を作曲しているところであった。しかし、マティルデは、その年の10月、夫のもとに帰った。
マティルデに去られた悲しみと、絵画界での孤立、芸術的な不成功に追い詰められたゲルストルは、1908年11月4日の夜、アトリエで、全ての手紙を燃やした。焼かれずに残った作品もあるが、多くの作品がこの時破壊されたと考えられている。ゲルストルは、アトリエの鏡の前で首を吊り、かつ、刃物で自らを刺した。
この出来事はシェーンベルクに衝撃をもたらした。彼の楽劇『幸福の手』は、この事件を基にしている。

## 後世

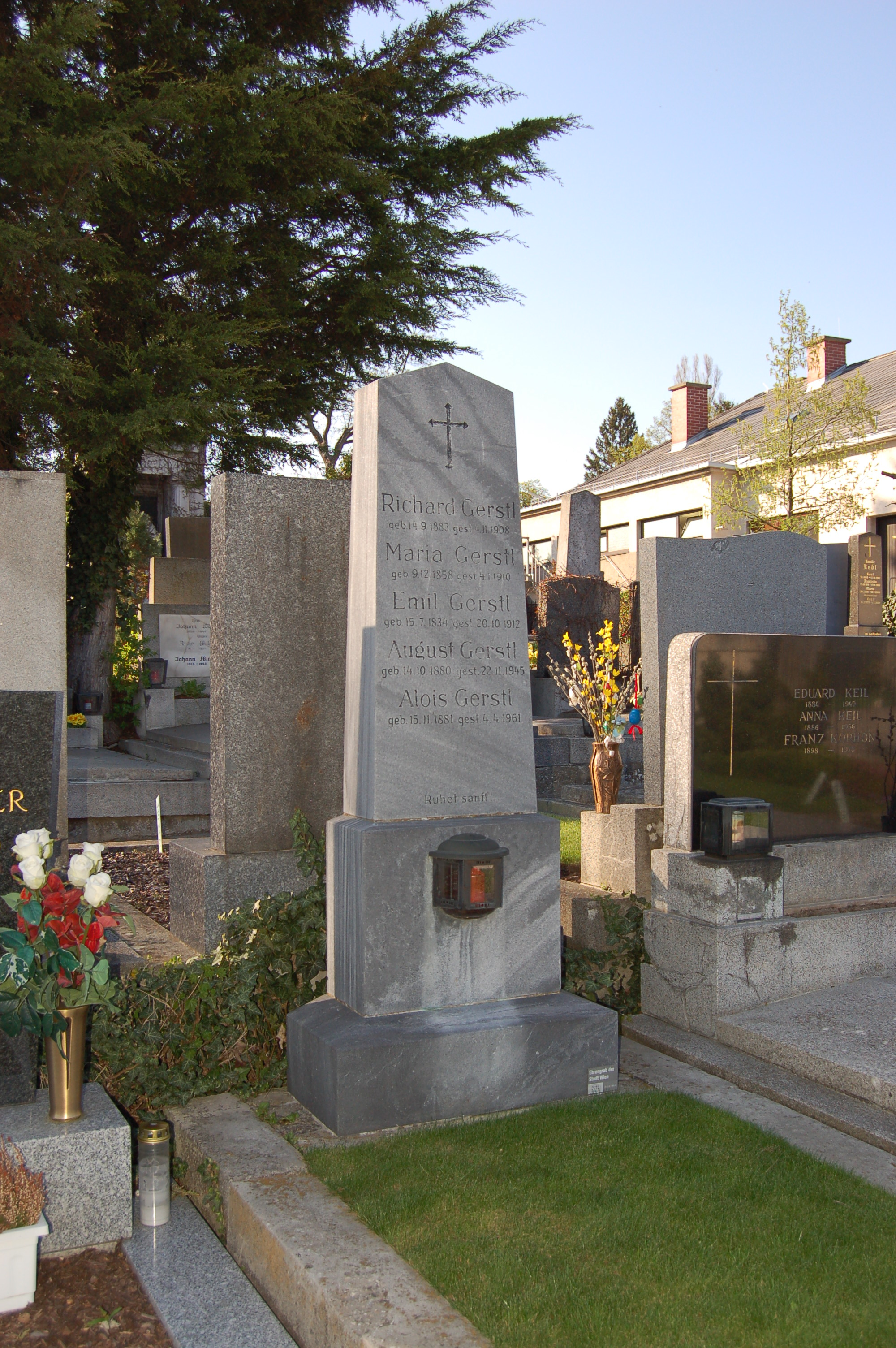
ゲルストルの墓。

ゲルストルが25歳で自殺してから、家族は、残った作品をアトリエから運びだして倉庫に保管していた。兄弟のアロイスが、1930年ないし1931年に画商オットー・カリアに作品を見せたところ、カリアは彼の遺作の展示会を開いた。その後間もなく、オーストリアでナチスの影響力が強まり、ゲルストルの作品を評価することは難しくなった。第2次世界大戦後、初めてアメリカ合衆国にも紹介された。ゲルストルのものとされている現存作品は、66点の油絵と、8点の素描である。

## 作品

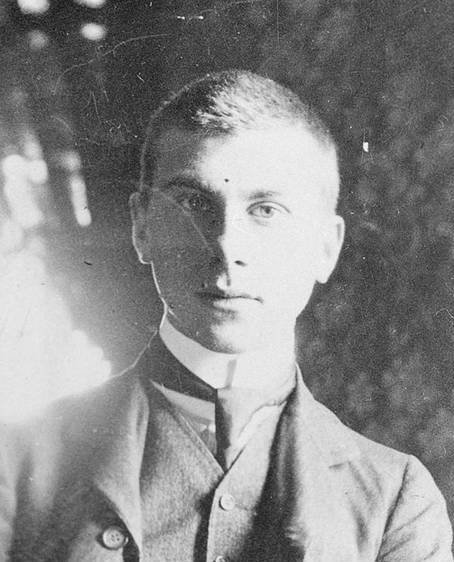
1905
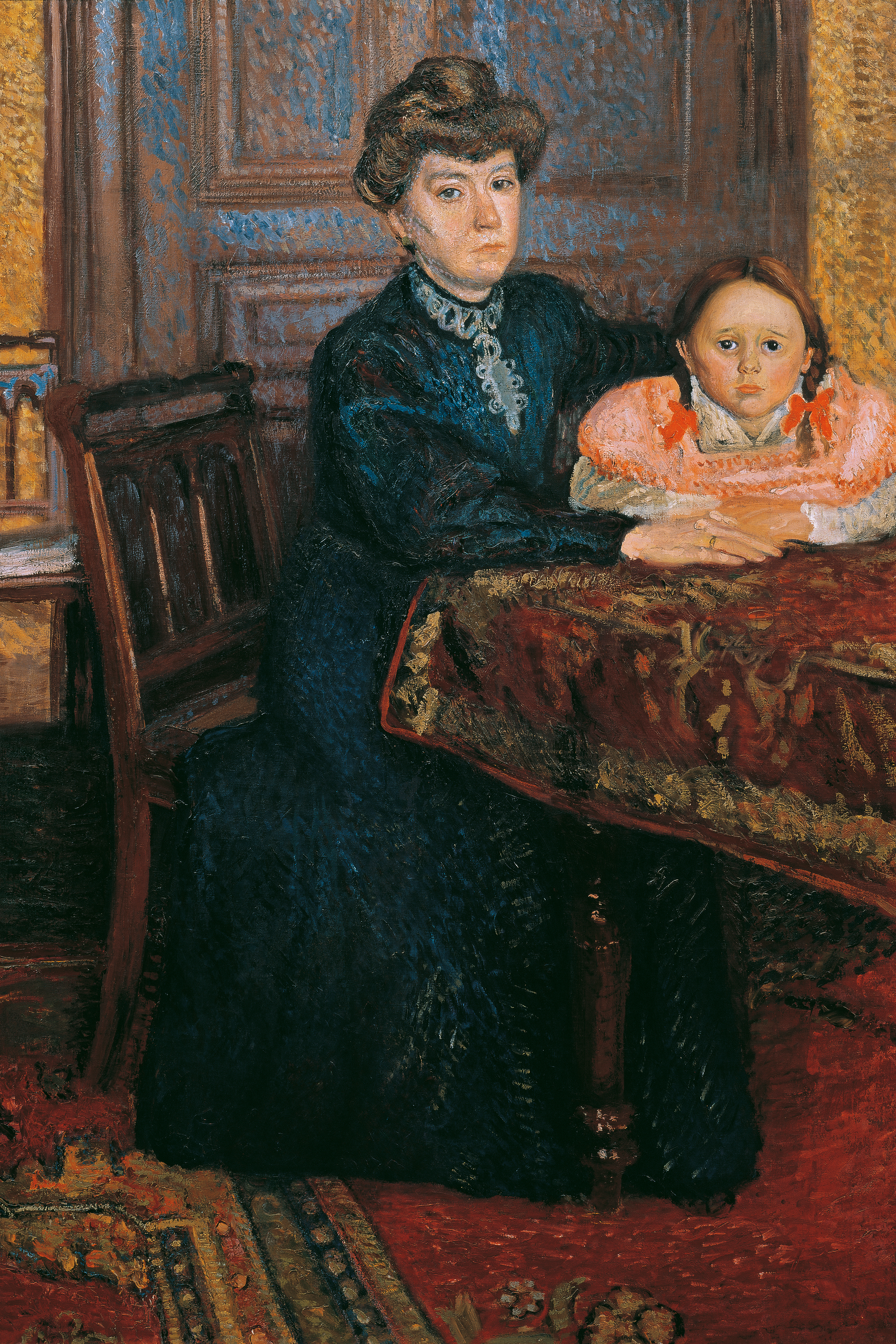
マティルデ・シェーンベルクの肖像。
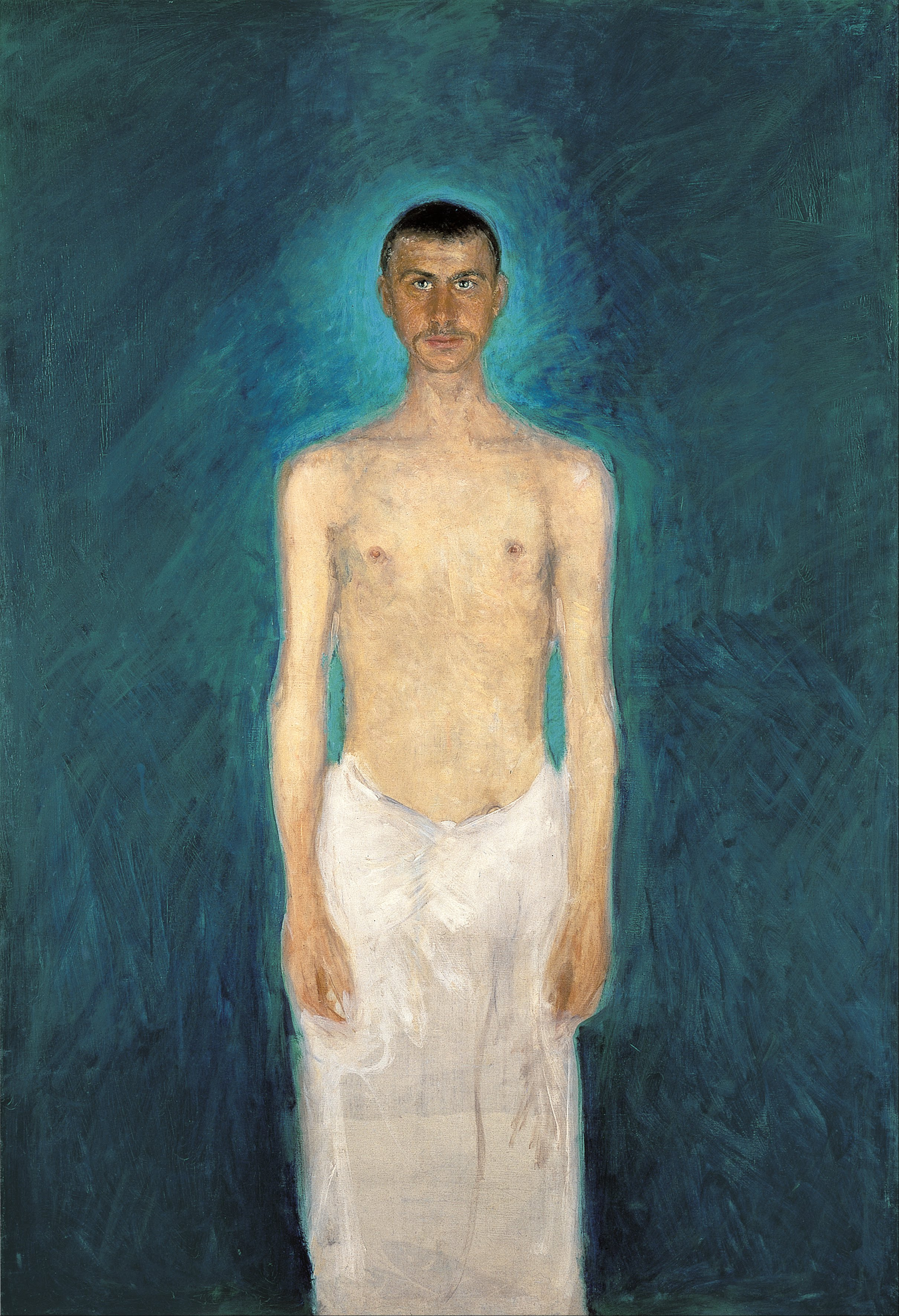
自画像（1904年-1905年）。レオポルト美術館。
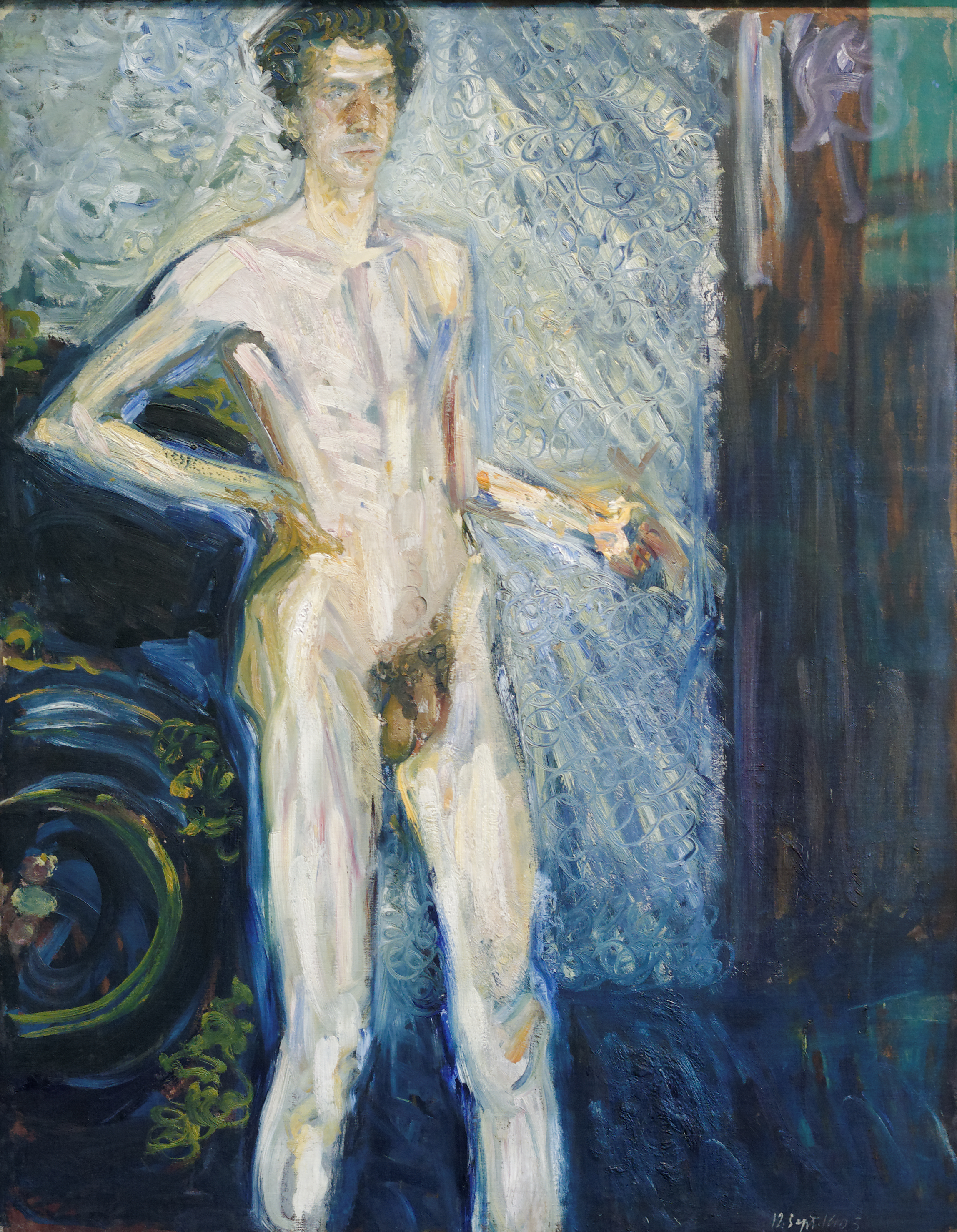
裸の自画像（1908年）。ウィーン美術館。
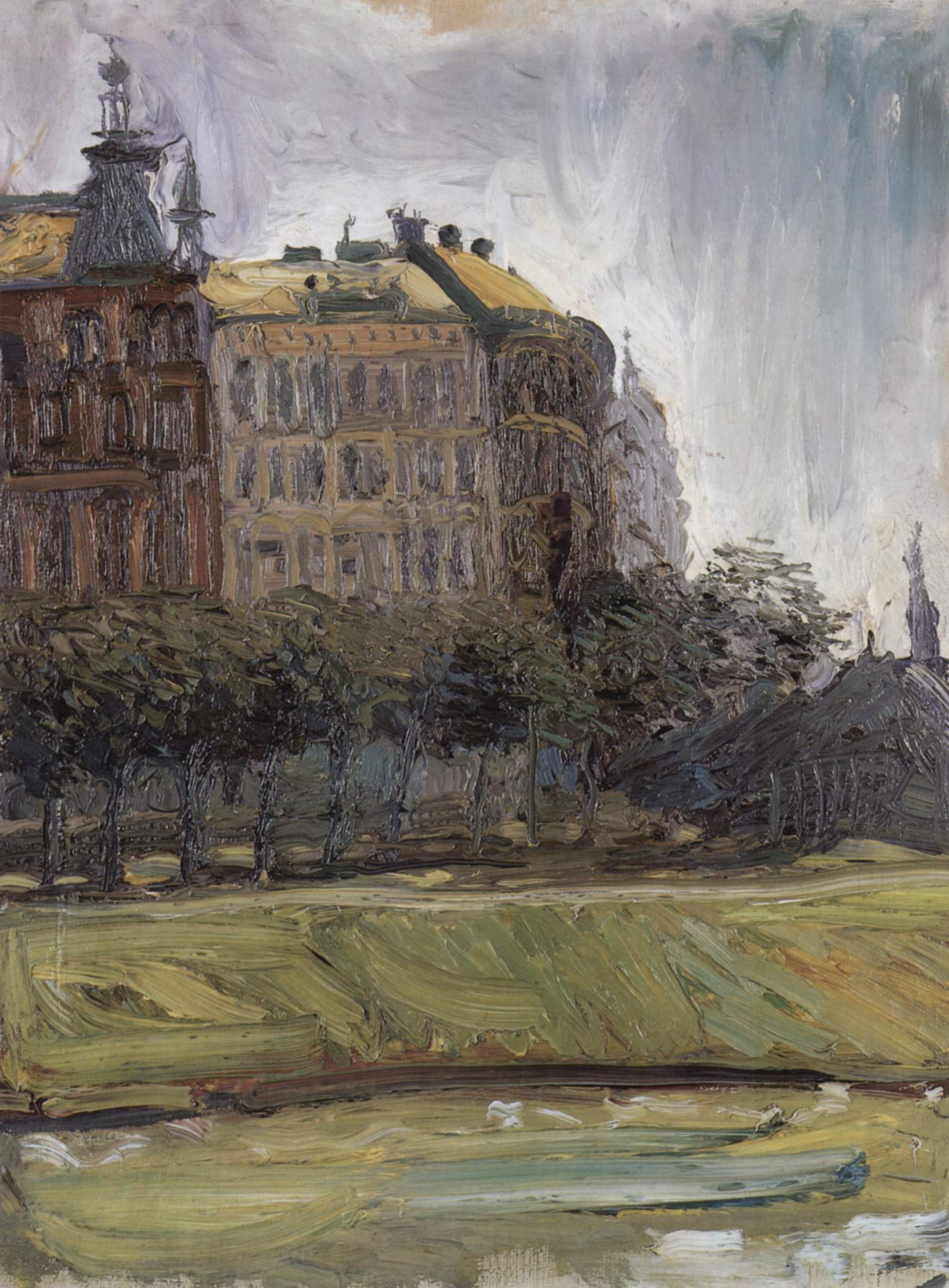
『ドナウ運河』（1908年）。レオポルト美術館。
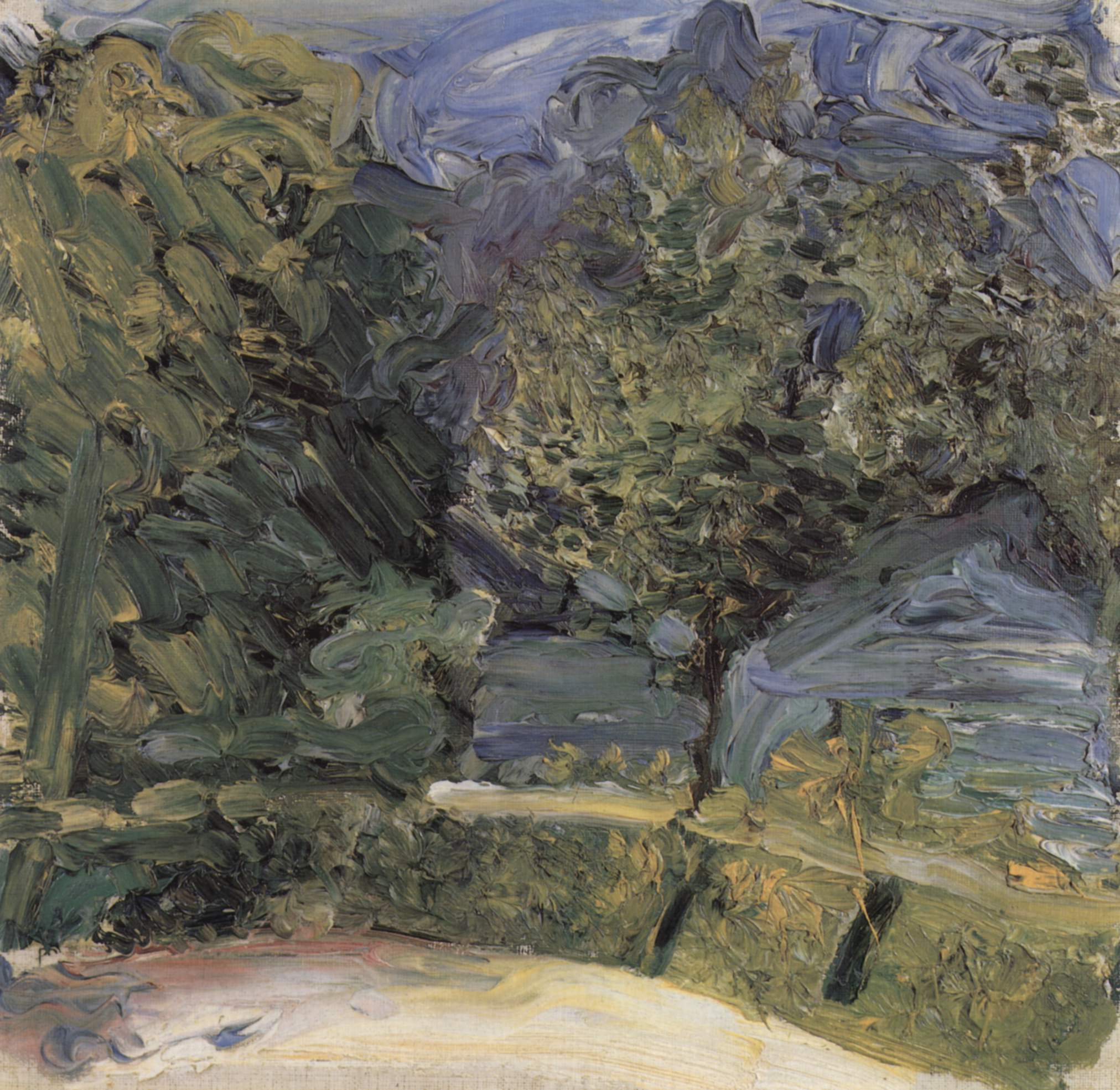
Uferstrasse bei Gmunden, im Hintergrund die Schlafende Griechin. （1908年頃）